# 帆鰭魚
帆鰭魚（学名：Histiopterus typus），俗名旗鯛，為輻鰭魚綱鱸形目五棘鯛科的其中一個種。

## 分布
本魚分布於印度西太平洋區，包括東非、南非、葛摩、留尼旺、紅海、阿拉伯海、阿曼灣、馬來西亞、日本、韓國、中國、越南、印尼、菲律賓、新幾內亞、澳洲等海域。

## 深度
水深40至400公尺。

## 特徵
本魚體呈淺綠褐色，有4條淡色的斜帶。背鰭延長如帆狀，故名。體型特別高而側扁，背部特別隆起，腹側卻近於平直。頭部位低而小，眼上方突起。口低位開於吻端，上下頜等長。背鰭硬棘特別粗硬，有4至6枚、軟調極長，有27至29枚；臀鰭硬棘3枚、軟條10至11枚。體長可達42公分。

## 生態
屬於底棲性魚類，棲息在據沙泥底質的礁石或人工魚礁，以底生無脊椎動物為食。

## 經濟利用
食用魚，味道普通，抹鹽後煎食或紅燒。